# Гётц, Альфонс
Альфонс Гётц (фр. Alphonse Goetz, 15 мая 1865, Страсбург — 12 июля 1934, Шомон-ан-Вексен) — французский филолог и шахматист, мастер, шахматный журналист и писатель. Неофициальный чемпион Франции 1914 г.

## Биография
Родился на территории Эльзаса (после Франко-Прусской войны Эльзас перешел под юрисдикцию Германской Империи). С 1890 г. жил в Париже. Занимался научной работой. Специализировался на изучении романской и германской филологии.
В 1890-х гг. активно выступал в шахматных турнирах, организованных в знаменитом кафе "Режанс". В этих турнирах он неоднократно побеждал и занимал призовые места, опережая таких видных шахматистов, как Д. М. Яновский, Ж. Таубенгауз, С. Зиттенфельд, А. Клер, Ж. Арну де Ривьер. Позже реже участвовал в соревнованиях, хотя продолжал добиваться серьезных успехов. В 1914 г. победил в неофициальном чемпионате Франции (соревнование имело статус чемпионата Франции среди любителей).
Занимался шахматной журналистикой. Публиковал статьи под псевдонимом А. Жоффруа-Досе (фр. A. Geoffroy-Dausay). Сотрудничал с французскими журналами "La Stratégie" и "Les cahiers de l'échiquier français", а также итальянским изданием "L’Eco degli Scacchi". Одна из наиболее примечательных статей — "Параллельный прогресс шахмат и цивилизации" (опубликована в 1918 г.). В 1922 г. на протяжении всего года издавал экспериментальный журнал "Cinéma du jeu des Échecs", в котором публиковал партии по принципу раскадровки (каждый ход сопровождался диаграммой).
В 1921 г. в парижском издательстве "Librairie Chapelot" вышла книга А. Гётца "Cours d'échecs, Exposé de l'évolution du jeu et de la pratique actuelle des maîtres" ("Курс шахмат. Демонстрация эволюции игры с примерами из практики мастеров").
В 1923 г. Гётц был главным судьей первого официального чемпионата Франции.

## Спортивные результаты
| Год  | Город | Соревнование                                 | + | − | = | Результат | Место |
| ---- | ----- | -------------------------------------------- | - | - | - | --------- | ----- |
| 1890 | Париж | Первенство кафе "Режанс"                     |   |   |   |           | 1     |
| 1891 | Париж | Первенство кафе "Режанс"                     |   |   |   |           |       |
| 1892 | Париж | Первенство кафе "Режанс"                     |   |   |   |           | 1     |
| 1896 | Париж | Первенство кафе "Режанс"                     |   |   |   |           | 2     |
| 1914 | Лион  | Чемпионат Франции (неофициальный)            |   |   |   |           | 1     |
| 1924 | Париж | Матч Франция — Нидерланды (против Г. Оскама) | 0 | 0 | 1 | ½ из 1    |       |